# أريستيدس لياو
أريستيدس دي أزيفيدو باتشيكو لياو (بالبرتغالية: Aristides de Azevedo Pacheco Leão‏) كان أبرز عالم وأحيائي برازيلي ومؤسس لمعهد الفيزياء الحيوية في الجامعة الاتحادية في ريو دي جانيرو، ومكتشف الانضغاط اللحائي المنتشر والتي هي ظاهرة فيزيولوجيا كهربية تصيب الجهاز العصبي المركزي.